# Европа (фильм, 1991)
«Европа» (дат. Europa) — драма режиссёра Ларса фон Триера 1991 года. Завершающая часть трилогии «Европа», куда также входят картины «Элемент преступления» (1984) и «Эпидемия» (1987).

## Сюжет
1945 год. Германия. Страна оккупирована войсками союзников. Всё население находится под тщательным наблюдением. В это неспокойное время в атмосфере, пропитанной страхом и насилием, разворачиваются основные события жизни двух абсолютно разных, но очень близких друг другу людей.
Молодой американец с немецкими корнями Леопольд Кесслер приезжает в Германию и устраивается на работу проводником на железнодорожном экспрессе. Он влюбляется в немецкую девушку Кэт, тайно связанную с подпольной нацистской организацией «Вервольф». Однажды соратники Кэт передают Леопольду взрывчатку и требуют, чтобы он взорвал поезд. Того же требует от него и Кэт. Леопольд в нерешительности. Он пытается рассказать о бомбе американскому офицеру, но обстоятельства препятствуют этому. В это время начальство Леопольда пытается проверить его профессиональную пригодность. Он в отчаянии закладывает бомбу и настраивает часовой механизм. Однако жалость к людям заставляют Леопольда отключить взрывчатку. Тем временем оккупационные власти раскрывают ячейку «Вервольфа». Леопольд видит Кэт в наручниках. Она убеждает его, что именно он совершил ошибку, поскольку в Германии нет невиновных людей, так как в годы войны её граждане либо убивали, либо предавали. Леопольд доведен до отчаяния. Он завладевает оружием, приводит взрывчатку в действие и в итоге гибнет в затонувшем вагоне.

## В ролях
- Жан-Марк Барр — Леопольд Кесслер
- Барбара Зукова — Катарина Хартманн
- Удо Кир — Лоуренс Хартманн
- Эрнст-Хуго Ярегорд — дядя Кесслер
- Эрик Мёрк — святой отец
- Йорген Реенберг — Макс Хартманн
- Хеннинг Йенсен[нем.] — Зигги
- Эдди Константин — полковник Харрис
- Макс фон Сюдов (голос) — рассказчик
- Ларс фон Триер — еврей

### Награды
- 1991 — Каннский кинофестиваль
  - Приз жюри — Ларс фон Триер
  - Приз за художественный вклад — Ларс фон Триер
  - Большой приз высшей технической комиссии — Ларс фон Триер

### Номинации
- 1991 — Каннский кинофестиваль
  - Золотая пальмовая ветвь — Ларс фон Триер
- 1992 — European Film Awards
  - Премия Европейской киноакадемии «Феликс» лучшей актрисе — Барбара Зукова
  - Премия Европейской киноакадемии «Феликс» лучшему актёру второго плана — Эрнст-Хуго Ярегорд